# Санкт-Андре-Гех
Санкт-Андре-Гех (нім. Sankt Andrä-Höch) —  громада в окрузі Лайбніц австрійської федеральної землі Штирія.
Громада лежить на відстані 35 км на південь від Граца та 15 км на захід від Лайбніца. Вона спеціалізується на виноробстві.

## Сусідні громади
|                          | Веттманнштеттен (ДЛ) | Санкт-Ніколай-ім-Заузаль |
| Гросс-Санкт-Флоріан (ДЛ) | Розташування         |                          |
|                          | Глайнштеттен         | Кіцек-ім-Заузаль         |